# حوش المخفي
حوش المخفي أو حي المخفي رسميًا حي بوضياف تجمع سكاني جزائري كبير تابع لبلدية أولاد هداج، يقع حوش المخفي في غرب ولاية بومرداس وتعتبر الفرع البلدي الأكبر لبلدية أولاد هداج التابعة لدائرة بودواو.

## تاريخ
كان حوش المخفي في عهد الإستعمار الفرنسي حي سكني مستوطني يتوسطه مصنع الخمر الذي حول بعد الاستقلال إلى مسجد سمي مسجد الهدى والمساحة الباقية كانت مزارع لإنتاج العنب لتحويله إلى خمر.
عانى سكان هذا الحي الويلات في العشرية السوداء في فترة التسعينات، حيث كانت تنشط به سرية “الإقدام” التابعة الجماعة السلفية للدعوة والقتال.

## نبذة
أقيمت أكثر من 170 وحدة سكنية مؤقتة لفائدة منكوبي زلزال 21 مايو 2003
توسع الحي في هذه الفترة ليصبح مدينة لكنه يعاني اليوم عدة مشاكل أهمها نقص التنمية والغاز على رأسها والطرقات والأمن وكل مرافق الحياة الضرورية بالإضافة إلى نقص وسائل النقل والانقطاعات الكهربائية المتكررة والتي أرهقت سكان الحي.

## جغرافية
المساحة:20 كلم².
عدد السكان 45000 نسمة حسب الإحصاء الأخير سنة 2012.
أهم المناطق التابعة لها: حي البدر، حي المزارعة، حي الفانا